# Nuevo Edén de San Juan
Nuevo Edén de San Juan é um município localizado no departamento de San Miguel, em El Salvador.